# Forte di Naole e muraglia del Baldo
L'ex forte di Naole e la "Muraglia cinese" del Baldo sono due strutture poste sul crinale del monte Baldo a 1675 m.

## Storia
L'ex forte di Naole è una fortificazione del XX sec. Esso venne costruito dagli Italiani nel 1913 per difendersi da un possibile attacco austriaco, in quanto posizionato vicino al confine. Venne costruita una lunga strada militare che da Lumini sale a Pra Bestemà; per raggiungere il forte sono stati edificati numerosi tornanti.
La "Muraglia cinese" del Baldo è un lungo muretto a secco situato su una zona panoramica, dalla quale è possibile anche vedere il lago di Garda.

## Descrizione
L'ex forte di Naole è l'edificio militare italiano più alto della cerchia dei forti di Rivoli. Si tratta di una fortificazione in cemento, armata di cannoni da 149 mm sotto cupole corazzate, progettata secondo le tipologie adottate per i forti in costruzione nello scacchiere franco-belga.
In esso erano presenti nel 1914 una caserma per l'alloggio e due appostamenti per l'artiglieria.
Attualmente nella parte superiore dell'ex forte di Naole sono stati installati dei ripetitori televisivi, mentre nella parte inferiore è stata costruita una stalla estiva.
L'ex forte di Naole si trova in stato di degrado.
La "Muraglia cinese" del Baldo parte dall'ex forte di Naole e si estende fino a sud della Bocchetta di Naole, sul monte Sparadero. Essa domina la vallata di Ferrara di Monte Baldo.
Essa fu costruita per confinare e proteggere il bestiame dal precipizio orientale, in quanto in quella zona passava la via della transumanza.